# ケイエム企業
ケイエム企業株式会社は、真鍋勝紀（2007年6月5日、肺炎のため67歳で死去）の個人資産管理会社である。かつては「シグマ商事」の社名であり、真鍋はシグマ商事の創業者である。
本社を東京都世田谷区に置く。現在はアミューズメント施設運営・機器開発を業務内容としている。ゲーム事業については1991年に関連会社であるシグマに引き継がれ、以降はゲームの制作を行っていない。

## 沿革
- 1974年、シグマ商事株式会社として設立。
- 1991年、株式会社シグマよりSigma Games Inc.（アメリカ法人）株式を譲り受け、株式会社シグマにアミューズメント部門を譲り渡す。
- 2000年、株式会社シグマがアルゼグループに入り、アドアーズ（後のKeyHolder）と改称。アルゼにSigma Games Inc.を売却する契約を結ぶ。
- 2002年、売却契約が不履行となり、アルゼを提訴。
- 2016年、知育遊具を揃えた室内型遊園地「Magical T-Pot」を西友調布入間町店内にオープン。

## アルゼとの訴訟
ケイエム企業が所有しているSigma Games Inc.は、ネバダ州でゲーミング機（カジノで使用するゲーム機）の製造許可を受けている企業である。シグマがアルゼグループ入りした際、アルゼとの間で売買契約を結んだ。しかし、ネバダ州ゲーミングボードの許可を得られなかったため、契約は不調に終わった。その後、アルゼを相手取って3000万ドルの違約金を求め、東京地裁に訴訟を起こした。2006年1月、ケイエム企業全面勝訴の判決が出たが、アルゼによって控訴（2006年10月棄却）上告（2007年2月不受理）がなされた。2008年2月までにケイエム企業勝訴（アルゼが違約金14億1200万円を支払う）で手続きを終えた。

## ゲーム作品
- シグマ商事ブランド（Sigma Enterprises Inc.）
  - ゴールデンナーゲット（1978年/アーケード）
  - ゴールデンインベーダー（1979年/アーケード）
  - ゴールデンクラッシュ（1979年/アーケード）
  - THE悟空（1980年/アーケード）- Barrier（ベクタービーム社）のリメイク作品。
  - リップオフ（1980年/アーケード）
  - レッドタンク（1980年/アーケード）
  - R2D TANK（1980年/アーケード、アルカディア）- レッドタンクの続編。当時のチラシには「レッドタンクパート2」の文言があった。
  - ニューヨークニューヨーク（1980年/アーケード）
  - わが青春のアルカディア（1980年/アーケード） - 『ニューヨークニューヨーク』のグラフィックとBGMの差し替え版。
  - スパイダー（1981年/アーケード）
  - ベンチャー（1981年/アーケード）- 開発元はエキシディ。
  - ランチャーZ（1981年/アーケード）
  - ローリングスターファイヤー（1982年/アーケード）
  - バウンティー（1982年/アーケード）
  - ポンポコ（1982年/アーケード）- 開発元は雷電シリーズ等のセイブ開発。
  - スティンガー（1983年/アーケード）- 開発元はセイブ開発、製造元はニッコウ電子。
  - バトルクルーザーM12（1983年/アーケード）
  - ウォンテッド（1984年/アーケード）
  - 赤ずきん（1984年/アーケード）- 開発元はセイブ開発。
  - ショットライダー（1985年/アーケード）- 開発元はセイブ開発。
  - サウロ（1987年/アーケード）- 開発元はテクフリ。
  - 必殺道場破り（1989年/ファミコン）- 家庭用ゲーム参入第一弾ソフト。
  - ベガスコネクション カジノから愛をこめて（1989年/ファミコン） - 開発元はグラフィックリサーチ。
  - ポパイ（英語版）（1990年/ゲームボーイ）
  - ムサシの冒険（1990年/ファミコン） - 開発元は『伝説のオウガバトル』等のクエスト。
  - サイオブレード（1990年/メガドライブ） - T&E SOFTのPCゲームの移植作品。移植担当はグラフィックリサーチ。
  - 四天明王（1990年/メガドライブ） - 開発元はファミコンソフト『地底戦空バゾルダー』のサイクロンシステム。
  - ペインターモモピー(1990年/ゲームボーイ） - キャラクターデザインを漫画家・佐藤元が、音楽を電気グルーヴ加入前の砂原良徳が担当。
  - ファジカルファイター（1991年/ファミコン） - 開発元はメイクソフトウェア。
  - たいむゾーン（1991年/ファミコン） - 後に『Dの食卓』等を手がける飯野賢治の無名時代の作品。キャラクターデザインを佐藤元が担当。
  - ポパイ2（英語版）（1991年/ゲームボーイ） - 開発元はコピアシステム。
  - スーパーゴルフ（1991年/ゲームギア）
  - 戦国麻雀（1991年/アーケード）PCエンジンの同名ゲームや日本物産の『戦国麻雀 くれなゐ乙女隊』とは無関係。

- シグマブランド（シグマ商事と同じく真鍋勝紀が代表取締役を務めた株式会社シグマが販売元。Sigmaのロゴ文字は同一の物を使用。）
  - ポケットバトル（1992年/ゲームボーイ） - 開発元はオフィス恒環。
  - 摩訶摩訶（1992年/スーパーファミコン）- 開発元はショウエイシステムとオフィス恒環。
  - スカッシュ（1993年/アーケード）- 開発はガエルコ。
  - ブルーホーク（1993年/アーケード）-開発元は韓国ドーヤン(zh:Dooyong)社。
  - ワールドラリー（1993年/アーケード） - 洋ゲーの日本輸入販売。開発元はガエルコ。